# Gudrun Landgrebe
Gudrun Landgrebe (Gottinga, 20 giugno 1950) è un'attrice tedesca.

## Biografia
Gudrun Landgrebe è cresciuta a Bochum e ha frequentato tra il 1968 e il 1971 la scuola di teatro a Colonia. Nel 1971 ha debuttato sul palco del Teatro Comunale di Bielefeld, in seguito alla quale è stata impegnata in diversi teatri tedeschi, tra cui il Teatro di Stato di Baden in Bruchsal, nel 1972. Nel 1973, ha recitato in Städtebundtheater, e nel 1974 al Teatro di Stato Detmold e il chiostro Play su Feuchtwangen. Nel 1975 ha fatto parte del Teatro Comunale di Pforzheim, e dal 1977 al 1981 dell'Ensemble del Teatro della città di Dortmund.
Nel 1981 ha ricevuto il suo primo ruolo principale nel film commedia Dabbel Trabbel, e nel 1983 è arrivato il successo internazionale con il film Die flambierte Frau (La donna in fiamme). Due anni dopo è stata protagonista di Interno berlinese (in tedesco Leidenschaften e in inglese The Berlin Affair), diretta da Liliana Cavani. Seguono altri film quali: Oberst Redl (1985), Annas Mutter (1984), Opernball (1988) e nello stesso anno Die Opfer/Die Täter con Heiner Lauterbach, Franka Potente e Wolfgang Böck. Nel 1997 è apparsa in Rossini, con Mario Adorf, Veronica Ferres e Heiner Lauterbach. 
Oltre al cinema è apparsa in numerose serie televisive quali Il commissario Köster (Der Alte), L'ispettore Derrick, Wolff, un poliziotto a Berlino, Siska ecc.
Dal 1992 è tornata a recitare in teatro.
In Italia è conosciuta anche per aver recitato nel film TV Quattro storie di donne del 1989, e nella miniserie Delitti privati del 1993.

## Vita privata
Gudrun Landgrebe è sposata con il medico Ulrich von Nathusius: la coppia non ha figli e vive nella zona dell'Hunsrück.

## Filmografia

### Cinema
- Dabbel Trabbel, regia di Dorothea Neukirchen (1982)
- La donna in fiamme (Die flambierte Frau), regia di Robert van Ackeren (1983)
- Annas Mutter, regia di Burkhard Driest (1984)
- Tausend Augen, regia di Hans-Christoph Blumenberg (1984)
- Yerma, regia di Imre Gyöngyössy e Barna Kabay (1984)
- Heimat (Heimat - Eine deutsche Chronik), regia di Edgar Reitz (1984)
- Palace, regia di Édouard Molinaro (1985)
- Il colonnello Redl (Oberst Redl), regia di István Szabó (1985)
- Interno berlinese (The Berlin Affair), regia di Liliana Cavani (1985)
- Un angelo caduto dall'inferno (Die Katze), regia di Dominik Graf (1988)
- Im Süden meiner Seele, regia di Friedrich Schuller (1989)
- High Score, regia di Gustav Ehmck (1990)
- L'amante (Milena), regia di Véra Belmont (1991)
- L'ombre, regia di Claude Goretta (1992)
- Wunderjahre, regia di Arend Agthe (1992)
- Due uomini per Pauline (Ein Mann für jede Tonart), regia di Peter Timm (1993)
- Rossini, regia di Helmut Dietl (1997)
- Das merkwürdige Verhalten geschlechtsreifer Großstädter zur Paarungszeit, regia di Marc Rothemund (1998)
- Fever, regia di Xaver Schwarzenberger (1998)
- Wer liebt, dem wachsen Flügel..., regia di Gabriel Barylli (1999)
- Stiller Sturm, regia di Tomasz Thomson (2001)
- Solo per il successo (Viktor Vogel - Commercial Man), regia di Lars Kraume (2001)
- Eine kleine Geschichte, regia di Bülent Akinci - cortometraggio (2001)
- Heimat-Fragmente: Die Frauen, regia di Edgar Reitz (2006)
- Warten auf Angelina, regia di Hans-Christoph Blumenberg (2008)
- Jud Süss - Film ohne Gewissen, regia di Oskar Roehler (2010)
- Die Unsichtbare, regia di Christian Schwochow (2011)
- Wunderkinder, regia di Marcus O. Rosenmüller (2011)

### Televisione
- Aufforderung zum Tanz, regia di Peter F. Bringmann – film TV (1977)
- Beim Bund – serie TV, episodio 1x04 (1982)
- Locker vom Hocker – serie TV, episodio 1x08 (1982)
- Die andere Seite des Mondes, regia di Michael Lähn – film TV (1984)
- Quattro storie di donne – miniserie TV, episodio 1x02 (1989)
- Der Bastard – miniserie TV, 3 episodi (1989)
- Affaire Nachtfrost, regia di Sigi Rothemund – film TV (1989)
- Das Haus am Watt, regia di Sigi Rothemund – film TV (1990)
- Il commissario Voss (Der Alte) – serie TV, 5 episodi (1990-1997)
- Die Kaltenbach-Papiere – miniserie TV, 2 episodi (1991)
- Die Hütte am See – serie TV, 4 episodi (1991)
- Peter Strohm – serie TV, episodio 3x05 (1991)
- Wolff, un poliziotto a Berlino (Wolffs Revier) – serie TV , 2 episodi (1992)
- C'era una volta Biancaneve (Sněhurka a sedm trpasliku), regia di Ludvík Ráža – film TV (1992)
- V comme vengeance – serie TV, episodio 1x14 (1992)
- L'amore che non sai (Schloß Hohenstein - Irrwege zum Glück) – serie TV, 8 episodi (1993-1995)
- Delitti privati – miniserie TV, 4 episodi (1993)
- Goldstaub, regia di Ottokar Runze – film TV (1993)
- Un caso per due – serie TV, 2 episodi (1993-2014)
- Gefährliche Spiele, regia di Adolf Winkelman – film TV (1994)
- Ein unvergeßliches Wochenende – serie TV, episodio 1x05 (1994)
- Das Schwein - Eine deutsche Karriere – miniserie TV, episodi 1x01-1x02-1x03 (1995)
- Passione proibita (Ich liebe den Mann meiner Tochter), regia di Vivian Naefe – film TV (1995)
- L'ispettore Derrick – serie TV, 2 episodi (1995)
- Die Männer vom K3 – serie TV, episodio 3x10 (1996)
- Tresko - Der Maulwurf, regia di Hartmut Griesmayr – film TV (1996)
- Tresko - Im Visier der Drogenmafia, regia di Günter Gräwert – film TV (1996)
- Tresko - Amigo Affäre, regia di Hajo Gies – film TV (1996)
- Das Hochzeitsgeschenk, regia di Bernd Böhlich – film TV (1997)
- Die Stunden vor dem Morgengrauen, regia di Wolf Gremm – film TV (1997)
- Betrogen - Eine Ehe am Ende, regia di Hans Hanck e Dietrich Haugk – film TV (1997)
- L'ultimo valzer (Opernball), regia di Urs Egger – film TV (1998)
- Zucker für die Bestie, regia di Markus Fischer – film TV (1998)
- Tatort – serie TV, 4 episodi (1998-2010)
- Un passo di troppo (Eine Sünde zuviel), regia di Udo Witte – film TV (1998)
- Die Sünde der Engel, regia di Wolf Gremm – film TV (1999)
- Das Mädchen aus der Torte, regia di Peter Weck – film TV (1999)
- Siska – serie TV, episodio 2x12 (1999)
- Die Millennium-Katastrophe - Computer-Crash 2000, regia di Anders Engström – film TV (1999)
- Tattoo - Il segreto sommerso (Das Tattoo - Tödliche Zeichen), regia di Curt M. Faudon – film TV (2000)
- Die Verbrechen des Professor Capellari – serie TV, episodio 1x06 (2000)
- Der Vamp im Schlafrock, regia di Berno Kürten – film TV (2001)
- Eine kleine Geschichte, regia di Bülent Akinci – film TV (2001)
- Squadra Speciale Cobra 11 (Alarm für Cobra 11 - Die Autobahnpolizei) – serie TV, 3 episodi (2001-2014)
- Liebe darf alles – miniserie TV, 2 episodi (2002)
- Das Haus der Schwestern, regia di Rolf von Sydow – film TV (2002)
- Problemzone Mann, regia di Felix Dünnemann – film TV (2002)
- Herz oder Knete, regia di Michael Rowitz – film TV (2002)
- Die Cleveren – serie TV, 2 episodi (2002)
- Verliebte Diebe, regia di Peter Patzak – film TV (2003)
- Alles Samba, regia di Bernd Böhlich – film TV (2003)
- Der Bestseller - Wiener Blut, regia di Dirk Regel – film TV (2004)
- Mein Mann und seine Mütter, regia di Franziska Meyer Price – film TV (2005)
- La principessa cerca lavoro (Eine Prinzessin zum Verlieben), regia di Franziska Meyer Price – film TV (2005)
- Der letzte Zeuge – serie TV, episodio 7x03 (2005)
- Herzlichen Glückwunsch, regia di Berno Kürten – film TV (2005)
- SOKO 5113 – serie TV, episodio 29x01 (2005)
- Störtebeker, regia di Miguel Alexandre – film TV (2006)
- Die ProSieben Märchenstunde – serie TV, episodio 3x04 (2007)
- Amori e bugie (Rebecca Ryman: Wer Liebe verspricht), regia di Dieter Kehler – film TV (2008)
- Omicidi nell'alta società (Mord in bester Gesellschaft) – serie TV, episodio 1x03 (2008)
- Kommissar LaBréa – miniserie TV, 3 puntate (2009-2010)
- Von ganzem Herzen, regia di Berno Kürten – film TV (2009)
- So ein Schlamassel, regia di Dirk Regel – film TV (2009)
- Vater aus heiterem Himmel, regia di Ulli Baumann – film TV (2010])
- Unter anderen Umständen – serie TV, episodio 1x05 (2010)
- Lilly Schönauer – serie TV, episodio 1x11 (2010)
- Il triangolo delle Bermuda - Mare del Nord (Bermuda-Dreieck Nordsee), regia di Nick Lyon (2011)
- SOKO Wismar – serie TV, episodio 8x08 (2011)
- Weinberg – miniserie TV, 6 episodi (2015)
- In bester Verfassung – miniserie TV, 8 episodi (2019)

## Riconoscimenti
- Telegatto
  - 1989 – Premio TV tedesca